# Shannonomyia (Shannonomyia) lenta gaspeana
Shannonomyia (Shannonomyia) lenta gaspeana is een ondersoort van de tweevleugelige Shannonomyia (Shannonomyia) lenta uit de familie steltmuggen (Limoniidae). De ondersoort komt voor in het Nearctisch gebied.